# Williamsburg (Brooklyn)
Williamsburg is een wijk in het noorden van Brooklyn in de stad New York. Hij is verbonden met East Village en Lower East Side in Manhattan door de Williamsburg Bridge over de East River, en de L (BMT Canarsie Line) en de J/M/Z (BMT Jamaica Line), beide snelwegen. Williamsburg is een etnisch diverse wijk en het thuis van een levendige kunstgemeenschap. Er zijn ook steeds meer mensen die wonen in Williamsburg en werken in Manhattan. De wijk is vernoemd naar de genie-kolonel Jonathan Williams (1750-1815).
Het gebied dat oorspronkelijk Williamsburg werd genoemd, wordt vandaag de dag South Williamsburg genoemd en voornamelijk bewoond door chassidische joden van de Satmar-beweging, die nog steeds de oorspronkelijke kleren dragen van hun voorvaders in Oost- en Centraal-Europa. Ze wensen zich strikt aan de joodse religieuze wetten te houden. Ten noorden van het oorspronkelijke Williamsburg is een gebied dat bekend is als South Side, bewoond door Puerto Ricanen en Dominicanen. Ten noorden van dit gebied is een gebied dat bekendstaat als de North Side, bewoond door traditionele Polen en Italianen, maar het huisvest nu een groeiend aantal hipsters: artiesten en mensen die zich wensen te associëren met artiesten. East Williamsburg is het thuis van vele industriële plaatsen en hier wonen veel Afro-Amerikanen en Spaanstaligen die leven tussen het gebied van Williamsburg en Bushwick.

## Trivia
- Het beroemde boek Uitverkoren (Engels: The Chosen), geschreven door Chaim Potok speelt zich af in deze wijk.
- De televisieserie 2 Broke Girls speelt zich af in deze wijk.
- De Netflix-serie Unorthodox speelt zich deels af in deze wijk.

Bedford-Stuyvesant · Coney Island · Flatbush · Gravesend · Greenpoint · Red Hook · Sunset Park · Williamsburg